# 1988 BM3
1988 BM3 är en asteroid i huvudbältet som upptäcktes den 17 januari 1988 av den belgiske astronomen Henri Debehogne vid La Silla-observatoriet.
Den har en diameter på ungefär 4 kilometer.